# Matthäus Seutter
Matthäus Seutter (20. září 1678, Augsburg – březen 1757, Augsburg) byl německý kartograf, geograf a rytec.

## Život
Seutter se narodil do rodiny zlatníka. Svou kariéru započal jako sládkovský učedník, toto povolání však následně opustil a vydal se do Norimberku, kde se stal učedníkem u rytce a kartografa Johanna Baptisty Homanna. Později se vrátil do Augsburgu, kde nejprve pracoval ve vydavatelství u Jeremiase Wolffa. V roce 1707 založil vlastní společnost s tiskárnou a vydavatelstvím. Vydal velké množství map, plánků měst, genealogických diagramů a dalších prací. Vytvořil také několik globů (pozemských i nebeských). Během své práce kopíroval úspěšný koncept svého učitele Homanna a postupně se stal jeho velkým konkurentem. U Seuttera vyšlo pouze několik originálních map, ostatní byly kopie jiných kartografů . Od originálů se lišily svým uměleckým ztvárněním, především barokními kartušemi a alegorickými výjevy.
Své mapy nejprve Seutter ryl sám, později mu pomáhali jeho synové Georg Matthäus a Albrecht Carl a jeho zeť Tobias Conrad Lotter. Pro vznik dekorativních prvků byli využití augsburgští umělci jako Martin Gottfried Crophius (1717–1765), Melchior Rhein nebo Gottfried Rogg (1669–1742). V Seutterově dílně vzniklo okolo 400 velkoformátových a okolo 60 maloformátových rytin.
Od roku 1720 vydával své mapy také jako součást atlasů. Nejprve v malém množství 20 map (Atlas Compendiosus) až po soubory 300 map (Atlas Novus nebo Grosser Atlas). Jednotlivé mapy z atlasů bylo možné také zakoupit samostatně. V roce 1732 získal Seutter od císaře Karla VI. titul Sacrae Caesareae Maiestatis Geographus, tedy císařský geograf (na mapách používáno zkráceně S.C.Maj. Geogr a nebo jen SCMG).
Po Seutterově smrti se vydavatelství ujal jeho syn Albrecht Carl, ale přežil svého otce jen o pět let. Vdova po Albrechtovi pak prodala podnik na dvě stejné části Seutterově zeti Tobiasi Conradu Lotterovi a vydavateli Johannu Michaelovi Probstovi.